# Спритник і Хіппоза
«Спритник і Хіппоза» («Ловкач и Хиппоза») — радянський художній фільм 1990 року, знятий режисером Сергієм Бєлошниковим на кіностудії «Мосфільм».

## Сюжет
Шофер Олександр Ловкачов на прізвисько Ловкач домовляється з одним із кримінальних угруповань, що за хорошу плату він пережене їхню машину в Ялту. Дорогою автостопом до нього підсаджується дівчина без певних занять на прізвисько Хіппоза. Взаємна настороженість по відношенню один до одного незабаром перейде в симпатію і любов. Але ось Спритник виявляє в автомобілі схованку з доларами США. Він вирішує привласнити собі валюту і вийти з гри. Але не так-то це просто, як здається. Бандити не прощають Ловкачу зради…

## У ролях
- Євген Карельських — Спритник, Ловкачов Олександр
- Жанна Еппле — Олена, Хіппоза
- Володимир Шевельков — Антон
- Валерій Яременко — Рудий
- Дмитро Щеглов — Діма
- Михайло Широков — Микола, довговолосий
- Віра Кузьміна — баба Ксюша
- Ігор Агєєв — водій Саня
- Ігор Воробйов — водій Колюня
- Микола Алексєєв — роль другого плану
- Геннадій Венгеров — боксер
- Тетяна Забродіна — роль другого плану
- Леван Мсхіладзе — спортсмен
- Володимир Соколов — роль другого плану
- Світлана Тормахова — невістка баби Ксюші
- Микола Шадрін — епізод
- Віктор Лазарев — отець Хрісанфій

## Знімальна група
- Режисер — Сергій Бєлошников
- Сценарист — Сергій Бєлошников
- Оператор — Михайло Біц
- Композитор — Борис Ричков
- Художник — Лев Грудєв